# Uppehållsbok

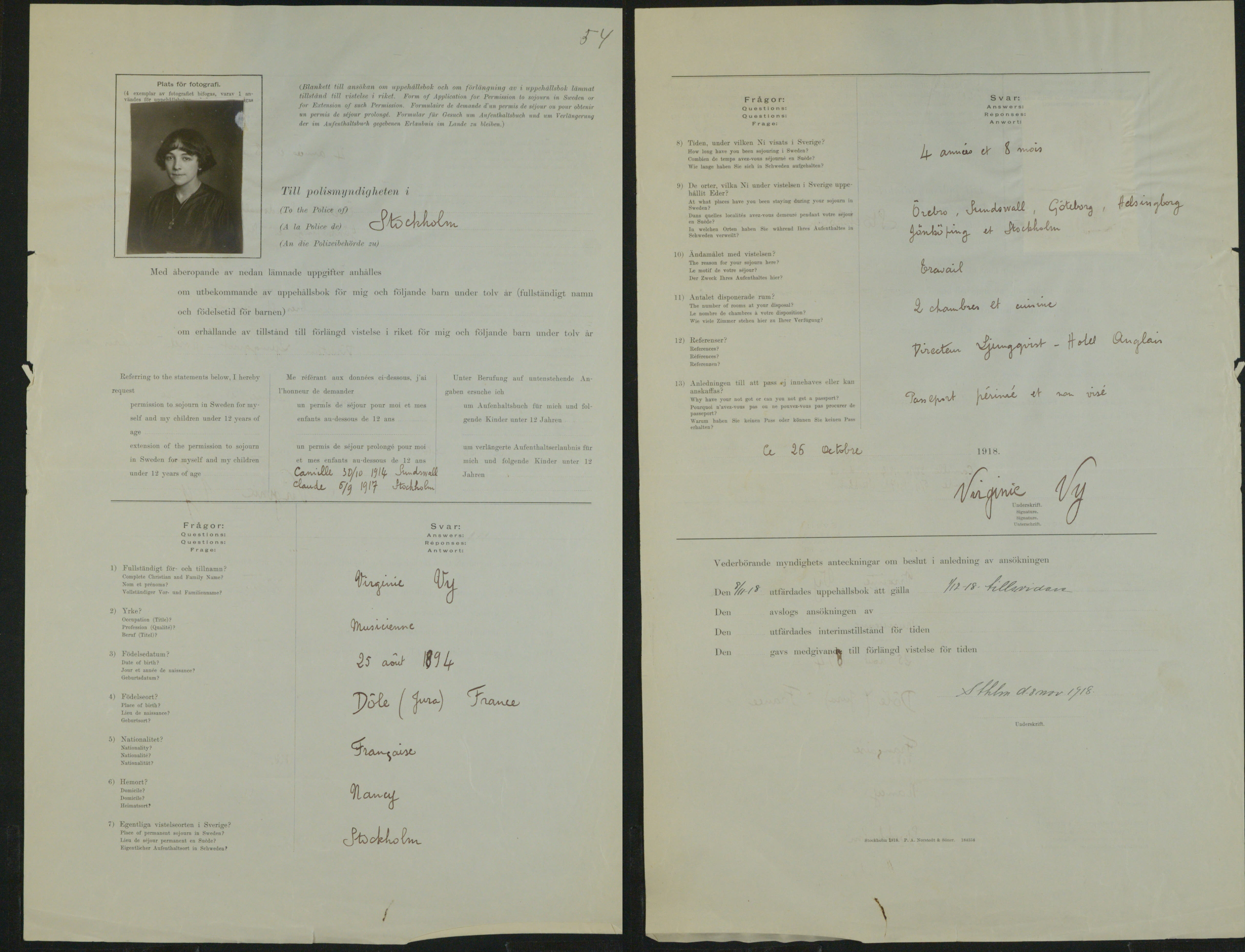
Exempel på ansökan om uppehållsbok

Uppehållsbok var ett personligt dokument som fanns i Sverige mellan 1918 och 1927 för utlänningar som saknade pass. 

## Historia
Under första världskriget skärptes kontrollen över utlänningar i Sverige. År 1918 beslutades att utlänningar som befann sig i Sverige skulle visa upp pass, eller ansöka om uppehållsbok. De immigranter som behövde uppehållsbok fick lämna uppgifter om nationalitet, hemort, boende och varför de valt att komma till Sverige. Uppehållsböckerna försvann 1927 när riksdagen fattade beslut om en ny utlänningslag. Då infördes istället regeln att utlänningar måste ansöka om uppehållstillstånd efter tre månaders vistelse i Sverige.

## Arkiv och arkivbildare
På Riksarkivet i Marieberg i Stockholm finns en komplett serie ansökningar om uppehållsbok från hela Sverige. Hela detta material finns i Statens polisbyrå för övervakande av utlänningar i riket ´( med referenskod /SE/RA/420367), som förvaras på Riksarkivet. Kopior från hela landet skickades in till denna centrala myndighet. På Stockholms stadsarkiv, finns också ansökningar om uppehåll i Stockholm åren 1918 till 1924. Handlingarna finns i Överståthållarämbetet för polisärenden 4, Utlänningsavdelningen (med referenskod (SE/SSA/0024/01). Ansökningshandlingarna har skannats och publicerats på Stockholms stadsarkivs webb